# Emil Henriques
Emil Henriques (ur. 19 grudnia 1883 w Norrköping, zm. 19 listopada 1957 w Sztokholmie) – szwedzki żeglarz, olimpijczyk, zdobywca srebrnego medalu w regatach na Letnich Igrzyskach Olimpijskich w 1912 roku w Sztokholmie.
Na Letnich Igrzyskach Olimpijskich 1912 zdobył srebro w żeglarskiej klasie 8 metrów. Załogę jachtu Sans Atout tworzyli również Nils Westermark, Herbert Westermark, Alvar Thiel i Bengt Heyman.